# Isole Daitō
Le isole Daitō (大東諸島?, Daitō-shotō, precedentemente conosciute come isole Borodino) sono un insieme di tre isole a circa 360 km a est di Okinawa.
| Island name | Kanji    | Rōmaji           | Area       | Popolazione | Coordinate geografiche |
| ----------- | -------- | ---------------- | ---------- | ----------- | ---------------------- |
| Kitadaitō   | 北大東島 | Kitadaitō-jima   | 12,71 km²  | 700         | 25°56′33″N 131°18′45″E |
| Minamidaitō | 南大東島 | Minamidaitō-jima | 30,57 km²  | 1400        | 25°50′34″N 131°14′26″E |
| Okidaitō    | 沖大東島 | Okidaitō-jima    | 1,147 km²  | 0           | 24°27′30″N 131°11′28″E |
|             |          |                  | 44,427 km² | 2100        |                        |